# Barry Beck
Pour les articles homonymes, voir Beck.
Barry David Beck (né le 3 juin 1957 à Vancouver en Colombie-Britannique au Canada) est un défenseur professionnel qui joua dans la Ligue nationale de hockey de 1977 à 1990 pour les Rockies du Colorado, les Rangers de New York et les Kings de Los Angeles.

## Carrière
Beck est sélectionné par les Rockies à la 2e place du Repêchage amateur de la LNH 1977 et au même rang au cours du Repêchage amateur de l'AMH 1977 par les Cowboys de Calgary, après une belle carrière junior-majeur dans la Ligue de hockey de l'Ouest du Canada (LHOC) avec les Bruins de New Westminster, avec qui il remporte la Coupe Memorial en 1977. Comme bon nombre de jeunes recrues de l'époque, Beck préfère la beaucoup plus prestigieuse LNH à l'AMH et signe avec les Rockies. Il fait ses débuts dans la ligue en 1977-1978 et établit un record de la ligue pour le plus grand nombre de buts marqués par un défenseur recrue, aidant les Rockies a accéder, pour la première et unique fois de leur existence, aux séries éliminatoires.
Beck n'est ensuite pas un marqueur aussi prolifique toute sa carrière et les supporteurs des Rangers se rappellent encore la phrase « Shoot the puck, Barry », imploration fréquemment exprimée par le commentateur des Rangers Bill Chadwick. Beck est capitaine des Rangers de 1980 à 1986. Il prend sa retraite de joueur en 1990.

## Statistiques
| Saison     | Équipe                    | Ligue          |     | Saison régulière | Saison régulière | Saison régulière | Saison régulière | Saison régulière |    | Séries éliminatoires | Séries éliminatoires | Séries éliminatoires | Séries éliminatoires | Séries éliminatoires |
| Saison     | Équipe                    | Ligue          | PJ  | B                | A                | Pts              | Pun              | PJ               | B  | A                    | Pts                  | Pun                  |                      |                      |
| 1973-1974  | Lords de Langley          | LHJCB          | 63  | 8                | 28               | 36               | 329              |                  |    |                      |                      |                      |                      |                      |
| 1973-1974  | Chiefs de Kamloops        | LHOC           | 1   | 0                | 0                | 0                | 0                |                  |    |                      |                      |                      |                      |                      |
| 1974-1975  | Bruins de New Westminster | LHOC           | 58  | 9                | 33               | 42               | 162              | 18               | 4  | 9                    | 13                   | 52                   |                      |                      |
| 1975       | Bruins de New Westminster | Coupe Memorial |     |                  |                  |                  |                  | 3                | 0  | 3                    | 3                    | 11                   |                      |                      |
| 1974-1975  | Chiefs de Kamloops        | LHOC           | 1   | 0                | 0                | 0                | 0                |                  |    |                      |                      |                      |                      |                      |
| 1975-1976  | Bruins de New Westminster | LHOC           | 68  | 19               | 80               | 99               | 325              | 17               | 3  | 9                    | 12                   | 58                   |                      |                      |
| 1976       | Bruins de New Westminster | Coupe Memorial |     |                  |                  |                  |                  | 4                | 1  | 3                    | 4                    | 13                   |                      |                      |
| 1976-1977  | Bruins de New Westminster | WCJHL          | 61  | 16               | 46               | 62               | 167              | 12               | 4  | 6                    | 10                   | 39                   |                      |                      |
| 1977       | Bruins de New Westminster | Coupe Memorial |     |                  |                  |                  |                  | 5                | 3  | 5                    | 8                    | 13                   |                      |                      |
| 1977-1978  | Rockies du Colorado       | LNH            | 75  | 22               | 38               | 60               | 89               | 2                | 0  | 1                    | 1                    | 0                    |                      |                      |
| 1978-1979  | Rockies du Colorado       | LNH            | 63  | 14               | 28               | 42               | 91               |                  |    |                      |                      |                      |                      |                      |
| 1978-1979  | NHL All-Stars             | Ch-Cup         | 3   | 0                | 1                | 1                | 2                |                  |    |                      |                      |                      |                      |                      |
| 1979-1980  | Rockies du Colorado       | LNH            | 10  | 1                | 5                | 6                | 8                |                  |    |                      |                      |                      |                      |                      |
| 1979-1980  | Rangers de New York       | LNH            | 61  | 14               | 45               | 59               | 98               | 9                | 1  | 4                    | 5                    | 6                    |                      |                      |
| 1980-1981  | Rangers de New York       | LNH            | 75  | 11               | 23               | 34               | 231              | 14               | 5  | 8                    | 13                   | 32                   |                      |                      |
| 1981-1982  | Canada                    | Can-Cup        | 7   | 0                | 0                | 0                | 2                |                  |    |                      |                      |                      |                      |                      |
| 1981-1982  | Rangers de New York       | LNH            | 60  | 9                | 29               | 38               | 111              | 10               | 1  | 5                    | 6                    | 14                   |                      |                      |
| 1982-1983  | Rangers de New York       | LNH            | 66  | 12               | 22               | 34               | 112              | 9                | 2  | 4                    | 6                    | 8                    |                      |                      |
| 1983-1984  | Rangers de New York       | LNH            | 72  | 9                | 27               | 36               | 134              | 4                | 1  | 0                    | 1                    | 6                    |                      |                      |
| 1984-1985  | Rangers de New York       | LNH            | 56  | 7                | 19               | 26               | 65               | 3                | 0  | 1                    | 1                    | 11                   |                      |                      |
| 1985-1986  | Rangers de New York       | LNH            | 25  | 4                | 8                | 12               | 24               |                  |    |                      |                      |                      |                      |                      |
| 1989-1990  | Kings de Los Angeles      | LNH            | 52  | 1                | 7                | 8                | 53               |                  |    |                      |                      |                      |                      |                      |
| Totaux LNH | Totaux LNH                | Totaux LNH     | 615 | 104              | 251              | 355              | 1016             | 51               | 10 | 23                   | 33                   | 77                   |                      |                      |